# Christentum in Ghana

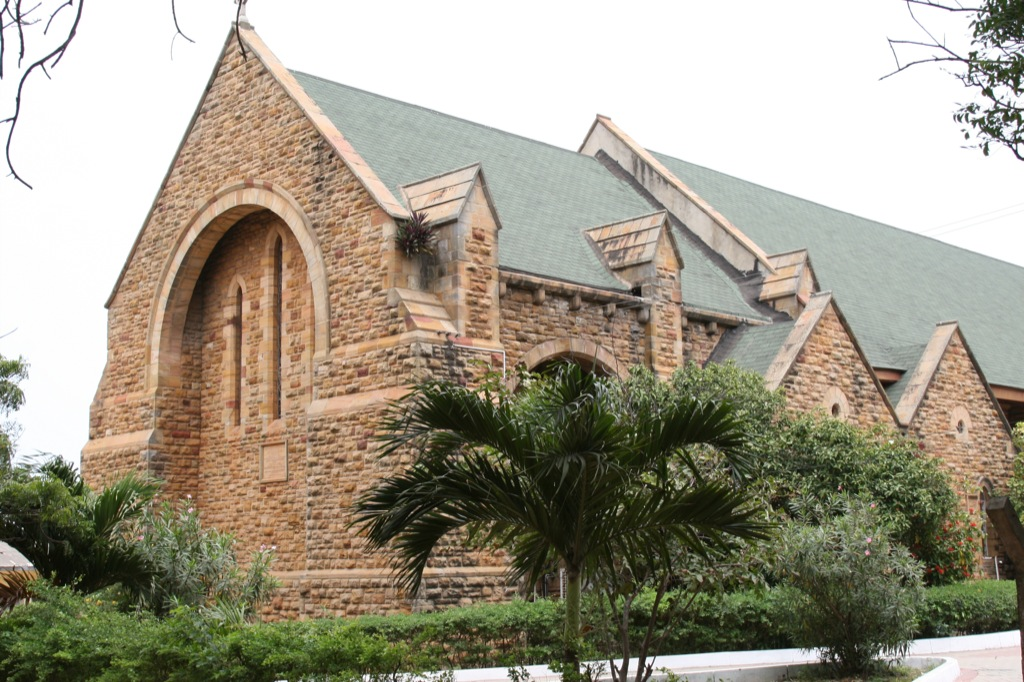
Die anglikanische Kathedrale der Heiligen Dreifaltigkeit in Accra, Ghana

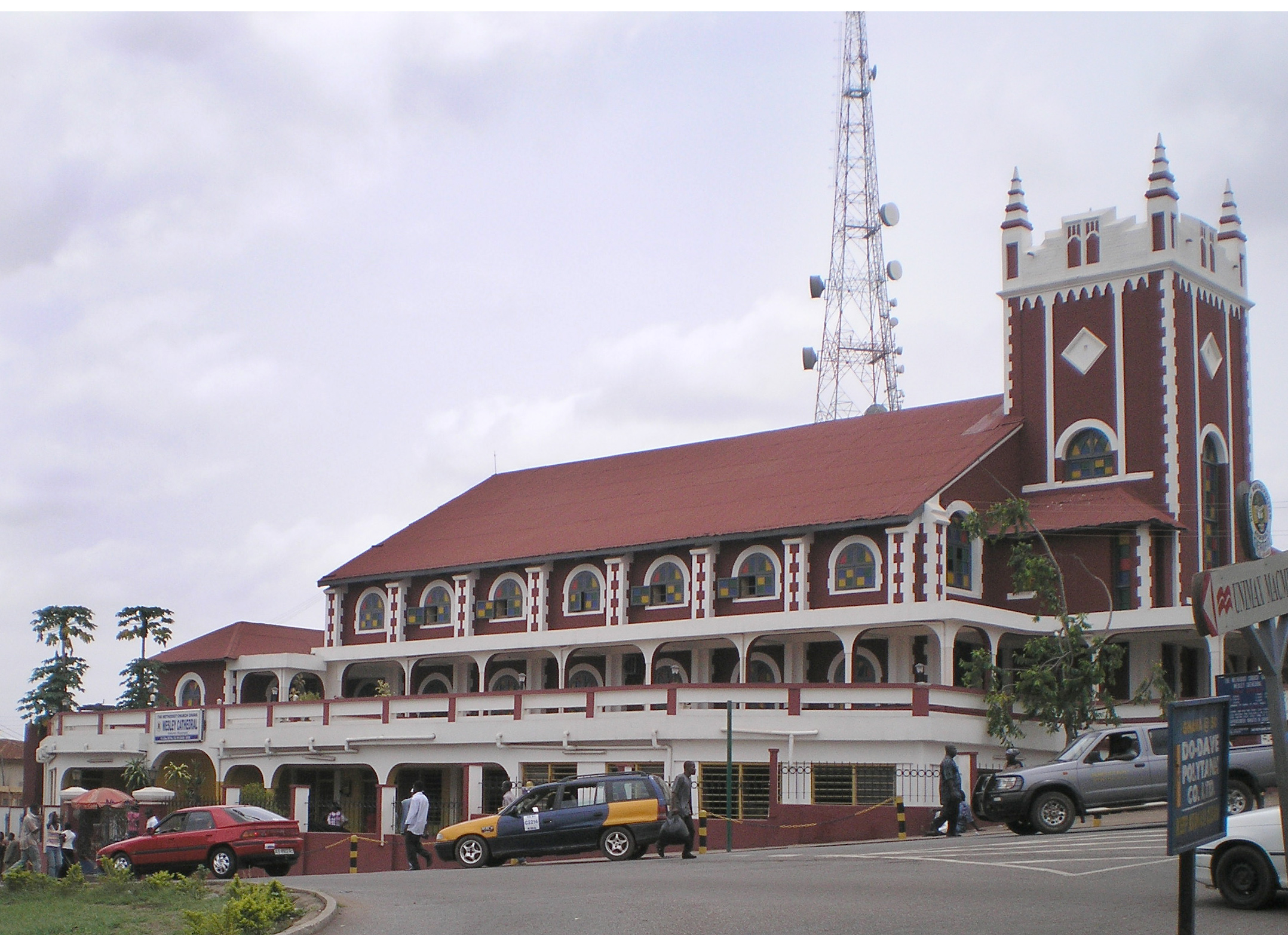
Die Wesleyanische (methodistische) Kirche in Kumasi (Ghana) im März 2008

Das Christentum in Ghana umfasst gemäß der Volkszählung von 2010 ca. 71,2 Prozent der Bevölkerung. Die Mehrheit von ihnen gehört charismatischen bzw. Pfingstkirchen (28,3 Prozent) und protestantischen Glaubensgemeinschaften (18,4 Prozent) an, zudem gibt es noch die Römisch-katholische Kirche (13,1 Prozent) und anderen christlichen Konfessionen (11,4 Prozent).

## Geschichte
Bereits im fünfzehnten Jahrhundert legten portugiesische Missionare den Grundstein für das Christentum in Westafrika, das sich von der Küste aus ins Landesinnere verbreitete. 1495 erhielten die ersten einheimischen Westafrikaner in Lissabon das Ordinat für die christliche Mission in Guinea. Im Gebiet des heutigen Ghana zeigten die christlichen Missionierungsbemühungen schon bald einen ersten, wenn auch nicht dauerhaften Erfolg, als sich am 24. Juli 1503 Sasaxy, der König von Fetu, auf dem Santiago-Hügel bei Elmina taufen ließ. Er erhielt den Taufnamen Dom João. Die Taufe des Königs nehmen sein bereits getaufter Sohn, Dom Manuel, sowie sechs weitere Häuptlinge seines Königreiches vor. Am folgenden Tag, dem 25. Juli 1503, fand dann in der Kapelle „Santyago d’Afuto“, die auf dem Marktplatz der Hauptstadt Fetu eingerichtet worden war, die Taufe einer großen Menschenmenge statt. Auch begann man an diesem Tag mit dem Bau der Kirche des Heiligen Johannes von Afutu.
Die wesentliche Missionierungsarbeit erfolgte jedoch im neunzehnten Jahrhundert durch presbyterianische oder methodistische Missionare. Insbesondere durch die Einrichtung von Schulen verbreitete sich der christliche Glaube. Bis heute bilden christliche Schulen einen wichtigen Bestandteil im staatlichen Bildungssystem.
Hinsichtlich der Verteilung der einzelnen christlichen Glaubensrichtungen im Land gibt es regionale Unterschiede. So hat die Methodistenkirche viele Anhänger unter den Fante, entlang der Küste. Die Presbyterianer haben ihren Schwerpunkt in der Küstenregion und in der Akwapim-Togo-Kette. Die Katholische Kirche ist besonders in der Central Region und in der Ashanti Region vertreten. In der Volta Region leben eher Protestanten.
Bereits im Jahr 1929 wurde in der damaligen Goldküste eine christliche Dachorganisation gegründet, der ghanaische Rat der Christen (später umbenannt in: Ghana Christian Council, heute: Christian Council of Ghana). Über diesen Dachverband sind die Kirchen in Ghana mit dem weltweiten Ökumenischen Rat der Kirchen verbunden.

## Konfessionen
Heute (2005) sind 16 Kirchen und zwei angegliederte Organisationen Mitglied im Christian Council of Ghana
- Anglikanische Kirchengemeinschaft: Joint Anglican Diocesan Council

Die Anglikanische Kommunion in Ghana ist ein Ableger der „Kirche der Provinz Westafrika“, welche aus 17 Diözesen besteht, wovon elf auf dem Territorium Ghanas existieren. Daneben besteht ein sogenanntes Missionsgebiet. Die anglikanische Kirche in Ghana steht unter der Führung des Erzbischofs der Internal Province of Ghana und Bischof von Kumasi. Weitere anglikanische Bischöfe in Ghana sind jene von Accra, Cape Coast, Dunkwa-on-Offin, Ho, Koforidua, Mampong, Sekondi, Sunyani, Tamale und Wiawso.
- Römisch-katholische Kirche in Ghana

In Ghana existieren vier Erzdiözesen und 14 Diözesen der Römisch-Katholischen Kirche. Sitz der Erzbischöfe: Accra, Kumasi, Cape Coast und Tamale. Repräsentiert wird die römisch-katholische Kirche Ghanas durch die 1960 gegründete katholische Bischofskonferenz (Ghana Bishops’ Conference), deren Präsident heute (2005) der Erzbischof von Cape Coast ist. Mitglieder: 2.684.751 (2003) = 12,5 % der Gesamtbevölkerung Ghanas
- Baptisten: Ghana Baptist Convention

Sitz des Präsidenten: Kumasi; 65.000 Mitglieder (2003)
- F’Eden Church
- Lutherische Kirche: Evangelical-Lutheran Church of Ghana

Sitz des Präsidenten: Kaneshie; 26.000 Mitglieder (2003)
- Mennoniten: Ghana Mennonite Church

gegr. in Ghana 1957; Sitz des Moderators: Accra; 4.800 Mitglieder (1997)
- Methodistische Kirchen:[4]

- African Methodist Episcopal Church

ca. 1.800 Mitglieder (2002)
- African Methodist Episcopal Zion Church

gegr. in Ghana 1898; Sitz des Präsidenten: Sekondi; 85.450 Mitglieder (2002)
- Christian Methodist Episcopal Church

Sitz des Präsidenten: Accra; ca. 1.700 Mitglieder (2002)
- The Methodist Church of Ghana

Sitz des Präsidenten: Accra; Mitglieder: ca. 341.000 (1997); ca. 1.000.000 (2002)
- Salvation Army

- Neuapostolische Kirche

Mitglieder (2009): 564.374; Gemeinden: 3.274.
- Presbyterianische Kirchen:

- Evangelical Presbyterian Church Ghana

Sitz des Moderators: Accra; ca. 295.000 Mitglieder (1997)
- Presbyterian Church of Ghana

Sitz des Moderators: Accra; 947.015 Mitglieder (2018)
- Orthodoxe Kirche: Heilige Metropolie von Accra des Griechisch-Orthodoxen Patriarchats von Alexandria
- Pfingstkirche: Church of Pentecost

Sitz des Vorsitzenden: Accra; 1.021.856 Mitglieder (Juli 2002)
- Siebenten-Tags-Adventisten: Ghana Union Conference of Seventh-day Adventists

- gegr. in Ghana 1943; Sitz des Präsidenten: Accra; ca. 318.000 Mitglieder (2007)

- Society of Friends (Quäker)

Dem Christian Council of Ghana angegliedert:
- Young Men Christian Association
- Young Women Christian Association

Sonstige christliche Organisationen in Ghana außerhalb des Christian Council of Ghana:
- Zeugen Jehovas

Aktive Mitglieder (2010): 98.212; Gemeinden: 1.397